# Eublefary
Eublefary, eublefarowate (Eublepharidae) – rodzina jaszczurek z rzędu łuskonośnych (Squamata). Wcześniej klasyfikowane jako podrodzina Eublepharinae w obrębie rodziny gekonowatych (Gekkonidae). Żywią się owadami. Są to jaszczurki nocne.

## Zasięg występowania
Rodzina obejmuje gatunki występujące w Ameryce Północnej i Centralnej, zachodniej i wschodniej Afryce, południowo-zachodniej, południowej, południowo-wschodniej i wschodniej Azji.

## Systematyka
Do rodziny należą następujące rodzaje:
- Aeluroscalabotes Boulenger, 1885 – jedynym przedstawicielem jest Aeluroscalabotes felinus (Günther, 1864) – kotogekon indochiński[9]
- Coleonyx Gray, 1845
- Eublepharis Gray, 1827
- Goniurosaurus Barbour, 1908
- Hemitheconyx Stejneger, 1893
- Holodactylus Boettger, 1893